# Sân bay Bima
Sân bay Bima (IATA: BMU, ICAO: WADB), cũng gọi là Sân bay Muhammad Salahuddin, là một sân bay ở Bima, Tây Nusa Tenggara, Indonesia.

## Hãng hàng không và tuyến bay
- Merpati Nusantara Airlines (Bali, Surabaya)
- PAL Express (Ozamiz, Caticlan)